# Jürgen Elm
Jürgen „Jumbo“ Elm (* 24. Juni 1952; † 26. Juni 2017 auf Mallorca) war ein deutscher Fußballspieler. Von 1975 bis 1985 absolvierte der Verteidiger in der 2. Bundesliga insgesamt für die Vereine Schwarz-Weiß Essen und SG Union Solingen 317 Ligaspiele und erzielte dabei 23 Tore.

## Laufbahn
In der Saison 1974/75 erreichte die Amateurelf von Schwarz-Weiß Essen in der Verbandsliga Niederrhein die Vizemeisterschaft und war damit für den Wettbewerb um die Deutsche Amateurmeisterschaft qualifiziert. Der Defensivakteur Jürgen „Jumbo“ Elm sowie seine beiden Mannschaftskameraden Detlef Wiemers und Hans-Gerd Florian bekamen zur Saison 1975/76 einen Lizenzvertrag in der Elf von Trainer Hubert Schieth für die 2. Bundesliga. Elm debütierte in der Uhlenkrug-Elf am 17. August 1975, beim 2:0-Heimerfolg gegen die DJK Gütersloh.
Die ETB-Abwehr war dabei mit Hans Wulf (Torhüter) und davor mit Elm, Horst Willmsen, Klaus Albert und Franz-Josef Laufer besetzt. Essen belegte am Rundenende den siebten Rang und Elm hatte in 19 Pflichtspielen mitgewirkt. Sein letztes Spiel für die Schwarz-Weißen absolvierte der Verteidiger am 38. Spieltag der Saison 1977/78, als das Team von Trainer Dieter Tartemann bei Bayer 04 Leverkusen mit 1:2 verlor und in das Amateurlager abstieg. Von 1975 bis 1978 hatte Elm für Schwarz-Weiß 70 Zweitligaspiele absolviert und dabei zwei Tore erzielt. Zur Runde 1978/79 nahm er das Angebot von Union Solingen an und wechselte in die „Klingenstadt“.
Bei den Blau-Gelben debütierte er am 29. Juli 1978 unter Trainer Horst Franz bei der 1:3-Auswärtsniederlage gegen Rot-Weiß Lüdenscheid in der 2. Liga. Sieben Runden gehörte er der Stammbesetzung von Solingen in der 2. Bundesliga an und bestritt 247 Ligaspiele mit 21 Toren für Union. Das beste Rundenergebnis erlebte der Defensivspieler in der Saison 1983/84 mit Trainer Eckhard Krautzun sowie den zwei Toptorschützen Wolfgang Schäfer (37-21) und Daniel Jurgeleit (37-15) mit dem Erreichen des fünften Ranges.
Sein letztes Spiel in der 2. Bundesliga absolvierte Elm am 9. Juni 1985 beim 2:1-Auswärtserfolg bei Fortuna Köln. Dem Routinier gelangen acht Treffer in 35 Spielen und Solingen erreichte den sechsten Rang 1984/85. Nach insgesamt 317 Zweitligaspielen mit 23 Toren beendete er im Sommer 1985 seine Laufbahn als Lizenzspieler.

## Privates
Elm war mit Marianne, einer ehemaligen Krankenschwester der St.-Lukas-Klinik, verheiratet. Er hatte drei Töchter und einen Sohn sowie drei Enkel und lebte in Emmelshausen in Rheinland-Pfalz. Als seinen Lieblingsverein gab er den 1. FC Köln an, wo auch sein zweiter Enkel kurz nach seiner Geburt angemeldet wurde.